# هنری دارسی
هنری گاسپارد فلیبرت دارسی (به فرانسوی: Henry Darcy) (زاده ۱۰ ژوئن ۱۸۰۳ - مرگ ۳ ژانویه ۱۸۵۸ میلادی) در دیژون فرانسه چشم به جهان گشود. دارسی یک مهندس جوان بود که بعدها تحقیقات و پژوهش‌های او سهم مهمی در مسائل سازه‌های هیدرولیکی دارد.

## زندگی شخصی
پدر اویک خدمتگزار خرد مدنی بود که مسئولیت جمع‌آوری مالیاتها را در شهر دیژون بر عهده داشت. مادر او زنی فداکار بود که با وجود درگذشت شوهرش در سال ۱۸۱۷ زمانی که هنری تنها ۱۴ سال سن داشت برای پرداخت هزینه آموزگاران هنری از هیچ تلاشی دریغ نکرد.

## فعالیت علمی
هنری در سال ۱۸۲۱ در دانشکده پلی تکنیک پاریس قبول شد او بعد از دو سال به عضویت هیئتی به نام هیئت پل و جاده فرانسه درآمد و از آنجا بود که آینده درخشان خود را رقم زد. او پس از فارغ التحصیلی به همراه گروهی با نام دپارتمان دورهٔ زمین‌شناسی ژوراسیک به ساحل دی اور منتقل شد. هنری دارسی با اختراع لوله‌های پیتوت (Pitot tube) اولین محققی بود که به وجود لایه مرزی در جریان سیال پی برد. او به اصلاح معادله پرونی (Prony equation) که برای محاسبه افت فشار ناشی از اصطکاک بود پرداخت که پس از اصلاح بیشتر توسط جولیوس وایسباخ به معادله دارسی-وایسباخ (Darcy–Weisbach equation) معروف شد که هنوز هم از این معادله استفاده‌های زیادی می‌شود. او قانونی به نام قانون دارسی ابداع کرد که به توزیع جریان سیال در محیط متخلخل می‌پردازد. قانون او سنگ بنای چندین رشته از جمله هیدرولوژی آب‌های زیرزمینی، فیزیک خاک و مهندسی نفت است.